# Айн-Темушент
Айн-Темушент (араб. عين تموشنت‎) — город на северо-западе Алжира, административный центр одноимённого вилайета.

## Географическое положение
Город находится в центральной части вилайета, в гористой местности массива Телль-Атлас, на высоте 296 метров над уровнем моря.

Айн-Темушент расположен на расстоянии приблизительно 405 километров к юго-западу от столицы страны Алжира.

## Демография
Динамика численности населения города по годам:
| 1977, перепись | 1987, перепись | 1998, перепись | 2008, перепись | 2013, оценка |
| 38 298         | 47 479         | 55 230         | 70 810         | 85 345       |

## Транспорт
Ближайший аэропорт расположен в городе Тлемсен.